# Journal of Schenkerian Studies
El Journal of Schenkerian Studies es una revista académica de revisión por pares que se especializa en teoría musical y análisis de la música, con un énfasis particular en el análisis Schenkeriano, el cual está basado en las teorías de Heinrich Schenker. Es publicado por el Centro de Estudios Schenkerianos de la Facultad de Música de la Universidad del Norte de Texas. El primer número  de la revista fue publicado en 2005, bajo dirección editorial de Jennifer Sadoff. En 2020 pasó a una circulación de paga de aproximadamente 30 ejemplares por número.

## Historia
En sus inicios, durante sus primeros cuatro volúmenes, la revista estuvo a cargo de estudiantes de posgrado. A partir de entonces, hasta 2020, estuvo bajo la dirección de Timothy L. Jackson y Stephen Slottow. Hasta el 2020, la revista fue editada por Benjamin Graf. En mayo de 2021, la Universidad del Norte de Texas comenzó la búsqueda de un nuevo editor o equipo editorial para "reestructurar y cambiar el nombre de la revista para promover su viabilidad a largo plazo".
Los primeros 11 volúmenes están disponibles gratuitamente en línea. El vol. 12 no estaba disponible en agosto de 2020, pero su índice y las páginas 126 a 214 están disponibles en otros sitios de Internet.

## Edición especial de 2020
En 2020, la revista publicó un número especial en respuesta al discurso inaugural en la conferencia de 2019 de la Society for Music Theory que realizó Philip Ewell, titulado "Music Theory's White Racial Frame". La tesis de Ewell era que, debido al racismo ampliamente reconocido de Schenker, era importante que los teóricos de la música contemporánea consideraran cómo el uso de sus técnicas analíticas puede conducir a un sesgo en la enseñanza académica de la música moderna.
En el número de la edición especial, el director editorial, Timothy L. Jackson, argumentó que "la razón fundamental de la escasez de mujeres y hombres afroamericanos en el campo de la teoría musical es que pocos crecen en hogares donde se valora profundamente la música clásica". Otros autores del mismo número rechazaron la idea de Ewell de que el racismo de Schenker estuviera relacionado con su método de analizar la música.

En respuesta, la junta directiva de la Society for Music Theory emitió una declaración en la que criticaba a la revista por sus "declaraciones antinegras y ataques personales ad hominem" contra Ewell, así como por su actuar negligente en la ausencia de revisión por pares y por no invitar a una respuesta escrita por parte de Ewell. El Departamento de Música de la Universidad de Yale también emitió un comunicado criticando el número especial. Al respecto, Sally Macarthur señaló: 
Los «pesos pesados» de la Música Teórica reaccionan con vehemencia en una de sus publicaciones más preciadas, el Journal of Schenkerian Studies (Symposium), aparentemente sin darse cuenta de que están desatando una violencia sin restricciones contra Ewell en forma de agresión racial mientras defienden su disciplina «blanca».
En respuesta, la Universidad del Norte de Texas convocó un panel para revisar las circunstancias en torno a la creación de la edición especial. El panel estuvo compuesto por cinco editores de revistas académicas actuales o anteriores externas a la institución. El panel se encargó únicamente de revisar las circunstancias en torno a la creación y edición del número, y no el contenido de los artículos en sí. El panel concluyó que no se siguieron las mejores prácticas académicas en la creación del número y recomendó cambios significativos en la estructura editorial y las políticas de la revista. Luego de la publicación del informe, el presidente del departamento le dijo a Jackson por correo electrónico que no podía "apoyar un plan según el cual [él] permanecería involucrado en las operaciones diarias de la revista y su proceso editorial en particular, dados los hallazgos del panel sobre mala gestión editorial".
El 14 de enero de 2021, Jackson presentó una demanda contra ocho miembros de la Junta de Regentes de la Universidad del Norte de Texas, diecisiete miembros de la facultad de la División de Historia, Teoría y Etnomusicología de la Música, y un estudiante de doctorado y profesor asociado, alegando violación de sus derechos de la Primera Enmienda y difamación de carácter.